# Gentilshommes servants
Les gentilshommes servants sont des officiers du Royaume de France.

## Description
Les gentilshommes servants avaient pour fonctions de servir à la table royale de la même manière que le grand panetier, le grand échanson et le grand écuyer dans les cérémonies. Son service se faisait avec l'épée au côté. 
A l'époque de la Reine Marie de Médicis, ils servaient aussi dans la maison de la reine et avaient également pour rôle de lui servir d'escorte,,,,.